# Carl-Martin Bergstrand
Carl-Martin Bergstrand, född 21 februari 1899 i Värsås församling, Skaraborgs län, död 1 maj 1998 i Härlanda församling, Göteborg, var en svensk arkivarie.
Bergstrand var prästson. Efter studentexamen vid Göteborgs högre latinläroverk 1918 blev Bergstrand filosofie kandidat vid Lunds universitet 1925 och filosofie licentiat där 1930. Han var folkskollärare 1920–1923, folkhögskollärare 1926–1929, föreståndare för Västsvenska folkminnesarkivet i Göteborg 1932–1964, sekreterare i institutet för folkminnesforskning vid Göteborgs högskola från 1932 och dito i Västsvenska folkminnesföreningen 1932.
År 1942 utgav Bergstrand boken Tattarplågan, i vilken han gav en mörk bild av resandefolket, utan försök till förklaring och förståelse för denna folkgrupps levnadsmönster. Han är begravd på Antens kyrkogård.